# 618 هـ
618 هـ هي سنة في التقويم الهجري امتدت مقابلةً في التقويم الميلادي بين سنتي 1221 و1222.

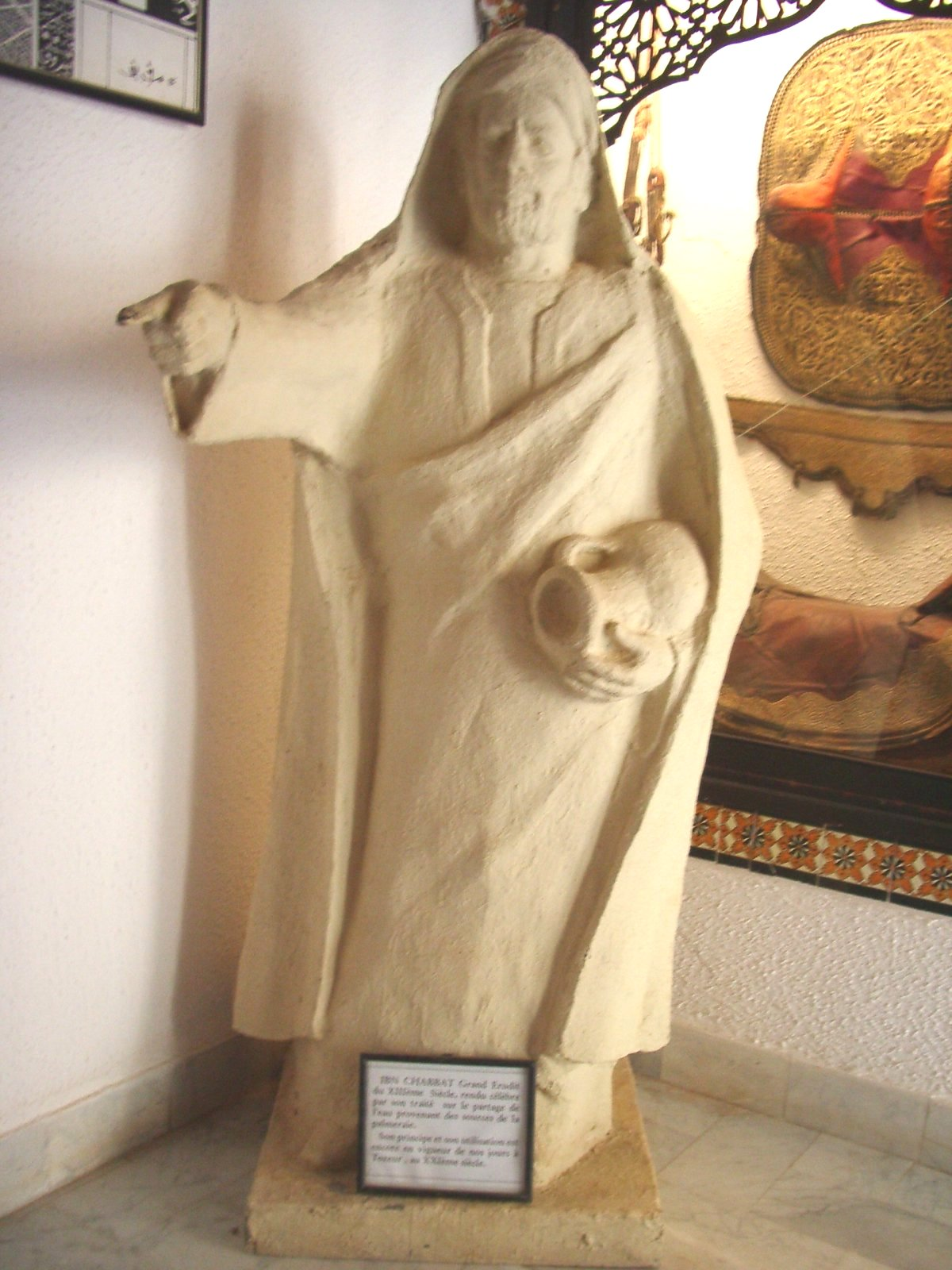
ابن الشباط

## مواليد
- ابن الشباط

## وفيات
- ياقوت بن عبد الله الموصلي

- نجم الدين الكبرى
- ابن الشباط
- ابن الشباط